# 6ix9ine

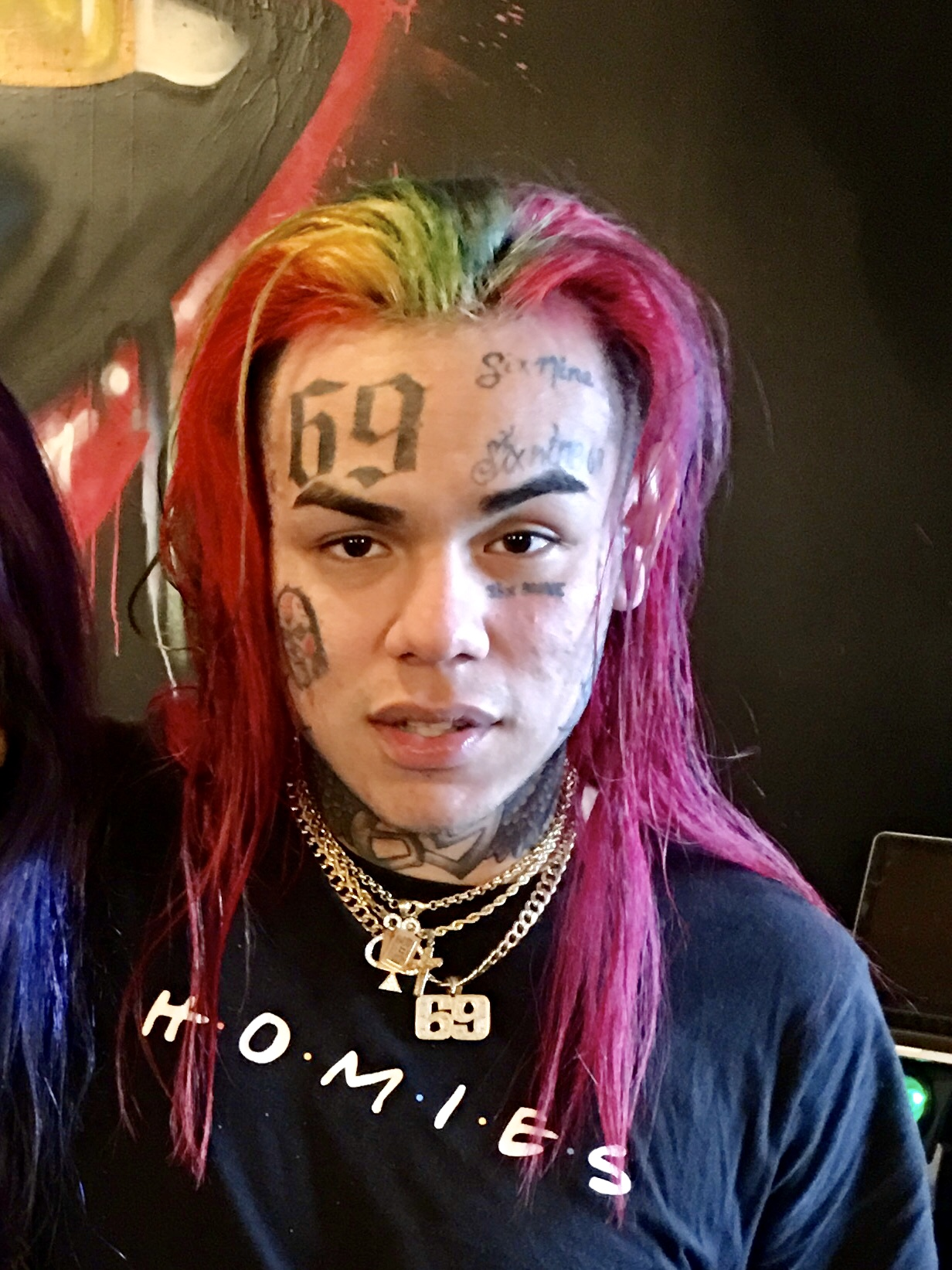
6ix9ine (2017)

6ix9ine (ausgesprochen: six-nine), auch Tekashi 6ix9ine, gelegentlich auch Tekashi69, ehemals Wallah Dan, bürgerlich Daniel Hernandez (* 8. Mai 1996 in Brooklyn, New York City), ist ein US-amerikanischer Rapper.

## Leben und Karriere
Daniel Hernandez wurde in Bushwick, Brooklyn als Sohn einer mexikanischen Mutter und eines puerto-ricanischen Vaters geboren. Seinen Vater lernte er nie kennen, sondern wuchs bei seiner Mutter und seinem Stiefvater auf. In der 8. Klasse musste er die Schule verlassen. Als er 13 Jahre alt war, wurde sein Stiefvater ermordet. Er begann in jungen Jahren zu arbeiten und verkaufte auch Marihuana und Heroin, um seine Mutter zu unterstützen.
Seine Rapkarriere begann 2014, als er verschiedene Tracks und Videos über FCK THEM, ein slowakisches Independent-Label, veröffentlichte. Für seine Videos verwendete er Anime-Ausschnitte. Sein auffälliges Aussehen mit regenbogenfarbenen Haaren und Grillz sowie auffälligen Gesichtstätowierungen ließ ihn schnell zu einem bekannten Internet-Meme werden. Seine Crew bezeichnet er als Scumgang, wobei das Akronym Scum für „Society Can’t Understand Me“ („die Gesellschaft kann mich nicht verstehen“) steht.
Nachdem er vor allem über Soundcloud seine ersten Erfolge hatte, wurde er einer breiten Öffentlichkeit im Oktober 2017 durch seine Debütsingle GUMMO bekannt. Der Song stieg bis auf Platz 12 der US Billboard Hot 100 und wurde mit Platin ausgezeichnet. Ende 2017 folgte die zweite Single Kooda. 2018 veröffentlichte er mit Fetty Wap und A Boogie wit da Hoodie den Song Keke. Zusammen mit Nicki Minaj und Murda Beatz wurde FEFE im Juli 2018 veröffentlicht. Sein zweites Album Dummy Boy wurde am 27. November 2018 von seinem Management veröffentlicht. Eigentlich sollte es bereits am 23. November 2018 erscheinen, zu diesem Zeitpunkt befand sich Daniel Hernandez jedoch in Haft. Das Album erreichte Platz zwei der Billboard 200.
Am 16. Februar 2023 sorgte 6ix9ine in der kubanischen Hauptstadt Havanna für Tumulte. Nachdem sich hunderte von Fans vor seinem Hotel versammelt hatten, in der Hoffnung, es würde ein Konzert geben, warf er kurzerhand 100-Dollar-Scheine aus dem Hotelfenster und sorgte für entsprechendes Chaos auf der Straße. Die Unruhen mussten von der Polizei aufgelöst werden. Internet und Telefon waren über mehrere Stunden nicht verfügbar, offiziell aufgrund einer Panne. Anfang des Jahres 2024 errichtete der kubanische Bildhauer Genis Osoria Vargas an der Fassade eines privaten Restaurants in der ostkubanischen Stadt Bayamo eine Statue des Künstlers. Das Werk sei eine Auftragsarbeit gewesen. Der Auftraggeber blieb aber unbekannt. Die Statue stellt den Rapper lebensecht, mit echten Tattoos und bunten Haaren, dar, in der einen Hand ein Stapel Bargeld, in der anderen ein Mikrofon.
Mit Leyenda Viva veröffentlichte 6ix9ine im Juni 2023 sein erstes spanischsprachiges Reggaeton-Album. Es erreichte Platz 19 in den US-Latin-Album-Charts.
Tekashi 6ix9ine hat zwei Kinder mit zwei Frauen.

## Strafverfahren
Im Oktober 2015 bekannte er sich wegen sexueller Handlungen mit einer 13-Jährigen schuldig und wurde zu zwei Jahren auf Bewährung verurteilt. Ein Video von der Tat hatte er zuvor über Instagram veröffentlicht. Das Schuldbekenntnis war Teil eines Deals mit der Staatsanwaltschaft, um einer Gefängnisstrafe zu entgehen. In einem Interview im November 2017 bestritt er allerdings einige der Vorwürfe und behauptete unter anderem, zum Zeitpunkt der Tat noch keine 18 Jahre alt gewesen zu sein und nicht gewusst zu haben, dass es sich um eine Minderjährige handelt. Teil des Deals war allerdings auch, dass er an einem General Educational Development Test teilnimmt, den er jedoch nicht bestand. Zudem wurde bekannt, dass er seitdem zwei Mal verhaftet wurde, einmal, weil er einen 16-Jährigen gewürgt haben soll und ein zweites Mal wegen eines Angriffes auf einen Polizisten. Da er somit während seiner Bewährung straffällig geworden war, fand im Oktober 2018 ein erneuter Prozess statt, bei welchem er zu vier Jahren Bewährung verurteilt wurde.
Am 18. November 2018 wurde Hernandez gemeinsam mit einigen Mitgliedern seiner Crew verhaftet, wobei ihm illegaler Waffenbesitz und die Beteiligung an einem bewaffneten Raubüberfall vorgeworfen wurden. Der Richter lehnte eine beantragte Kaution in Höhe von 2 Mio. US-Dollar in Kombination mit Hausarrest für Hernandez ab.
Ihm drohten über 47 Jahre Gefängnis. Am 18. Dezember 2019 wurde er im Rahmen eines Plea Bargaining zu zwei Jahren Haft verurteilt. Auf diese wurden 13 Monate Untersuchungshaft angerechnet. Dabei sagte er umfangreich über andere Gangmitglieder aus und bekannte sich u. a. zu häuslicher Gewalt über einen Zeitraum von sieben Jahren. Die Mutter eines seiner Kinder äußerte in einem Artikel, ihr seien 7 Jahre häusliche Gewalt und Vergewaltigungen durch 6ix9ine widerfahren. Nach 20 Monaten Haft wurde er wegen seiner Asthmaerkrankung im Zuge des Verlaufs der COVID-19-Pandemie in den Vereinigten Staaten aus dem Gefängnis entlassen. Die restlichen vier Monate seiner Haft durfte er mit GPS-Tracker im Hausarrest verbringen. Sein Hausarrest endete am 1. August 2020.

## Musikstil
6ix9ine verbindet in seiner Musik Elemente des Old-School-Raps sowie des Crunks mit modernen Elementen des Traps und des Cloud Raps sowie des Lo-Fis.

## Diskografie

### Alben
| Jahr | Titel        | Höchstplatzierung, Gesamtwochen, AuszeichnungChartplatzierungen (Jahr, Titel, Platzierungen, Wochen, Auszeichnungen, Anmerkungen) | Höchstplatzierung, Gesamtwochen, AuszeichnungChartplatzierungen (Jahr, Titel, Platzierungen, Wochen, Auszeichnungen, Anmerkungen) | Höchstplatzierung, Gesamtwochen, AuszeichnungChartplatzierungen (Jahr, Titel, Platzierungen, Wochen, Auszeichnungen, Anmerkungen) | Höchstplatzierung, Gesamtwochen, AuszeichnungChartplatzierungen (Jahr, Titel, Platzierungen, Wochen, Auszeichnungen, Anmerkungen) | Höchstplatzierung, Gesamtwochen, AuszeichnungChartplatzierungen (Jahr, Titel, Platzierungen, Wochen, Auszeichnungen, Anmerkungen) | Anmerkungen                                                   |
| Jahr | Titel        | DE | AT | CH | UK | US | Anmerkungen                                                   |
| ---- | ------------ | --- | --- | --- | --- | --- | ------------------------------------------------------------- |
| 2018 | Day69        | DE44 (2 Wo.)DE | AT39 (1 Wo.)AT | CH20 (1 Wo.)CH | UK20 Silber · (5 Wo.)UK | US4 Gold · (40 Wo.)US | Erstveröffentlichung: 23. Februar 2018 Verkäufe: + 712.500    |
| 2018 | Dummy Boy    | — | AT35 (8 Wo.)AT | CH30 (15 Wo.)CH | UK30 Gold · (13 Wo.)UK | US2 Platin · (26 Wo.)US | Erstveröffentlichung: 27. November 2018 Verkäufe: + 1.202.500 |
| 2020 | TattleTales  | DE39 (2 Wo.)DE | AT14 (2 Wo.)AT | CH17 (2 Wo.)CH | UK27 (2 Wo.)UK | US4 (3 Wo.)US | Erstveröffentlichung: 4. September 2020                       |
| 2023 | Leyenda Viva | — | — | — | — | — | Erstveröffentlichung: 16. Juni 2023                           |

### Singles
| Jahr | Titel Album              | Höchstplatzierung, Gesamtwochen, AuszeichnungChartplatzierungen (Jahr, Titel, Album, Platzierungen, Wochen, Auszeichnungen, Anmerkungen) | Höchstplatzierung, Gesamtwochen, AuszeichnungChartplatzierungen (Jahr, Titel, Album, Platzierungen, Wochen, Auszeichnungen, Anmerkungen) | Höchstplatzierung, Gesamtwochen, AuszeichnungChartplatzierungen (Jahr, Titel, Album, Platzierungen, Wochen, Auszeichnungen, Anmerkungen) | Höchstplatzierung, Gesamtwochen, AuszeichnungChartplatzierungen (Jahr, Titel, Album, Platzierungen, Wochen, Auszeichnungen, Anmerkungen) | Höchstplatzierung, Gesamtwochen, AuszeichnungChartplatzierungen (Jahr, Titel, Album, Platzierungen, Wochen, Auszeichnungen, Anmerkungen) | Anmerkungen                                                                                      |
| Jahr | Titel Album              | DE | AT | CH | UK | US | Anmerkungen                                                                                      |
| --- | ------------------------ | --- | --- | --- | --- | --- | ------------------------------------------------------------------------------------------------ |
| 2017 | Gummo Day69              | — | — | — | UK— SilberUK | US12 ×2Doppelplatin · (20 Wo.)US | Erstveröffentlichung: 11. Oktober 2017 Verkäufe: + 2.425.000                                     |
| 2017 | Kooda Day69              | — | — | — | — | US50 Gold · (8 Wo.)US | Erstveröffentlichung: 3. Dezember 2017 Verkäufe: + 500.000                                       |
| 2018 | Keke Day69               | — | — | — | UK98 (1 Wo.)UK | US43 Gold · (8 Wo.)US | Erstveröffentlichung: 14. Januar 2018 Verkäufe: + 540.000 mit Fetty Wap & A Boogie wit da Hoodie |
| 2018 | Gotti Day69              | — | — | — | UK95 (2 Wo.)UK | US99 (1 Wo.)US | Erstveröffentlichung: 21. April 2018 Verkäufe: + 20.000                                          |
| 2018 | Tati Dummy Boy           | — | — | — | UK100 (1 Wo.)UK | US46 Platin · (5 Wo.)US | Erstveröffentlichung: 21. April 2018 Verkäufe: + 1.000.000; feat. DJ Spinking                    |
| 2018 | Fefe Dummy Boy           | DE16 (13 Wo.)DE | AT14 (13 Wo.)AT | CH10 (13 Wo.)CH | UK17 Gold · (11 Wo.)UK | US3 ×8Achtfachplatin · (20 Wo.)US | Erstveröffentlichung: 20. Juli 2018 Verkäufe: + 9.160.000 feat. Nicki Minaj & Murda Beatz        |
| 2018 | Bebe Dummy Boy           | DE77 (2 Wo.)DE | AT75 (1 Wo.)AT | CH15 (9 Wo.)CH | UK67 (2 Wo.)UK | US30 Platin · (5 Wo.)US | Erstveröffentlichung: 31. August 2018 Verkäufe: + 1.352.500; feat. Anuel AA                      |
| 2018 | International Gangstas – | DE5 (5 Wo.)DE | AT11 (4 Wo.)AT | CH8 (2 Wo.)CH | — | — | Erstveröffentlichung: 21. September 2018 mit Farid Bang & Capo feat. Sch                         |
| 2018 | Stoopid Dummy Boy        | DE57 (2 Wo.)DE | AT48 (2 Wo.)AT | CH28 (2 Wo.)CH | UK34 (4 Wo.)UK | US25 Platin · (9 Wo.)US | Erstveröffentlichung: 5. Oktober 2018 Verkäufe: + 1.000.000; feat. Bobby Shmurda                 |
| 2020 | Gooba TattleTales        | — | AT3 (11 Wo.)AT | CH2 (13 Wo.)CH | UK6 Silber · (10 Wo.)UK | US3 Platin · (10 Wo.)US | Erstveröffentlichung: 8. Mai 2020 Verkäufe: + 1.310.000                                          |
| 2020 | Trollz TattleTales       | — | AT8 (3 Wo.)AT | CH8 (4 Wo.)CH | UK12 (5 Wo.)UK | US1 Platin · (4 Wo.)US | Erstveröffentlichung: 12. Juni 2020 Verkäufe: + 1.000.000; feat. Nicki Minaj                     |
| 2020 | Yaya TattleTales         | — | AT53 (1 Wo.)AT | CH46 (2 Wo.)CH | UK87 (1 Wo.)UK | US99 (1 Wo.)US | Erstveröffentlichung: 3. Juli 2020                                                               |
| 2020 | Punani TattleTales       | — | — | CH84 (1 Wo.)CH | — | — | Erstveröffentlichung: 2. August 2020                                                             |
| 2021 | Zaza –                   | — | — | — | — | US90 (1 Wo.)US | Erstveröffentlichung: 19. Februar 2021                                                           |
| 2022 | Giné –                   | — | — | — | — | US83 (1 Wo.)US | Erstveröffentlichung: 15. April 2022                                                             |
| 2023 | Bori Leyenda Viva        | — | — | — | — | — | Erstveröffentlichung: 31. März 2023 mit Lenier                                                   |
| 2023 | Wapae Leyenda Viva       | — | — | — | — | — | Erstveröffentlichung: 15. April 2023 mit Angel Dior und Lenier feat. Bulin 47                    |
| 2023 | Y Ahora Leyenda Viva     | — | — | — | — | US— Platin (Latin)US | Erstveröffentlichung: 28. April 2023 Verkäufe: + 60.000; feat. Grupo Firme                       |
| 2023 | Pa Ti Leyenda Viva       | — | — | — | — | — | Erstveröffentlichung: 16. Juni 2023 mit Yailin La Más Viral                                      |
| Folgende Lieder erschienen nicht als Single, wurden aber durch das Album zum Download und Streaming bereitgestellt und konnten somit eine Platzierung erlangen: |                          | | | | | |                                                                                                  |
| |                          | | | | | |                                                                                                  |
| 2018 | Billy Day69              | — | — | CH93 (1 Wo.)CH | UK— SilberUK | US50 Gold · (8 Wo.)US | Charteinstieg: 4. März 2018 Verkäufe: + 1.075.000                                                |
| 2018 | Rondo Day69              | — | — | — | — | US73 Gold · (1 Wo.)US | Charteinstieg: 10. März 2018 Verkäufe: + 500.000; feat. Tory Lanez & Young Thug                  |
| 2018 | Kika Dummy Boy           | — | AT31 (2 Wo.)AT | CH13 (6 Wo.)CH | UK9 Gold · (10 Wo.)UK | US44 Platin · (6 Wo.)US | Charteinstieg: 2. Dezember 2018 Verkäufe: + 1.460.000; feat. Tory Lanez                          |
| 2018 | Mama Dummy Boy           | — | AT40 (1 Wo.)AT | CH23 (3 Wo.)CH | UK29 (4 Wo.)UK | US43 Gold · (4 Wo.)US | Charteinstieg: 2. Dezember 2018 Verkäufe: + 500.000; feat. Nicki Minaj & Kanye West              |
| 2018 | Tic Toc Dummy Boy        | — | AT39 (1 Wo.)AT | CH28 (3 Wo.)CH | UK43 (2 Wo.)UK | US53 Gold · (3 Wo.)US | Charteinstieg: 6. Dezember 2018 Verkäufe: + 500.000; feat. Lil Baby                              |
| 2018 | Waka Dummy Boy           | — | — | — | — | US51 Gold · (3 Wo.)US | Charteinstieg: 8. Dezember 2018 Verkäufe: + 500.000; feat. A Boogie wit da Hoodie                |
| 2019 | Mala Dummy Boy           | — | — | CH80 (2 Wo.)CH | — | — | Charteinstieg: 6. Januar 2019 Verkäufe: + 340.000; feat. Anuel AA                                |

Weitere Singles
- 2018: Bozoo (mit Rarri)
- 2024: COCO (mit Yailin La Más Viral)

### Gastbeiträge
| Jahr | Titel Album                       | Höchstplatzierung, Gesamtwochen, AuszeichnungChartplatzierungen (Jahr, Titel, Album, Platzierungen, Wochen, Auszeichnungen, Anmerkungen) | Höchstplatzierung, Gesamtwochen, AuszeichnungChartplatzierungen (Jahr, Titel, Album, Platzierungen, Wochen, Auszeichnungen, Anmerkungen) | Höchstplatzierung, Gesamtwochen, AuszeichnungChartplatzierungen (Jahr, Titel, Album, Platzierungen, Wochen, Auszeichnungen, Anmerkungen) | Höchstplatzierung, Gesamtwochen, AuszeichnungChartplatzierungen (Jahr, Titel, Album, Platzierungen, Wochen, Auszeichnungen, Anmerkungen) | Höchstplatzierung, Gesamtwochen, AuszeichnungChartplatzierungen (Jahr, Titel, Album, Platzierungen, Wochen, Auszeichnungen, Anmerkungen) | Anmerkungen                                                             |
| Jahr | Titel Album                       | DE | AT | CH | UK | US | Anmerkungen                                                             |
| ---- | --------------------------------- | --- | --- | --- | --- | --- | ----------------------------------------------------------------------- |
| 2018 | Gigi (Zkittlez) Alle Freunde fett | DE6 (8 Wo.)DE | AT18 (5 Wo.)AT | CH29 (5 Wo.)CH | — | — | Erstveröffentlichung: 3. August 2018 Gringo feat. 6ix9ine               |
| 2019 | Swervin Hoodie SZN                | — | — | CH95 (1 Wo.)CH | UK27 Platin · (21 Wo.)UK | US38 ×6Sechsfachplatin · (20 Wo.)US | Erstveröffentlichung: 2. Juli 2019 A Boogie wit da Hoodie feat. 6ix9ine |

## Auszeichnungen für Musikverkäufe
| Goldene Schallplatte - Brasilien - 2023: für die Single Gotti - Chile - 2018: für die Single Bebe - Dänemark - 2019: für die Single Kick - 2019: für die Single Fefe - 2019: für das Album Day69 - 2020: für das Lied Billy - 2021: für die Single Gooba - 2023: für das Lied Kika - Frankreich - 2020: für die Single Gummo - 2020: für das Album Day69 - 2021: für die Single Bebe - 2022: für das Lied Billy - 2023: für das Album Dummy Boy - Griechenland - 2024: für das Lied Mala - Italien - 2018: für die Single Fefe - 2019: für die Single Bebe - 2020: für die Single Gooba - 2021: für das Album Dummy Boy - Kanada - 2018: für die Single Keke - 2018: für die Single Kooda - 2018: für das Album Day69 - 2018: für das Lied Billy - 2018: für die Single Tati - Mexiko - 2018: für die Single Gummo - Neuseeland - 2020: für das Album Day69 - 2020: für das Album Dummy Boy - 2020: für das Lied Kika - Niederlande - 2018: für das Album Day69 - 2018: für das Lied Billy - 2018: für die Single Gummo - Norwegen - 2018: für das Lied Billy - 2018: für die Single Fefe - 2018: für das Album Day69 - Polen - 2021: für die Single Gummo - Portugal - 2022: für die Single Swervin - Schweden - 2018: für das Album Day69 - 2018: für das Lied Billy - Spanien - 2024: für die Single Fefe - Zentralamerika - 2018: für die Single Bebe | Platin-Schallplatte - Brasilien - 2023: für die Single Fefe - Dänemark - 2023: für die Single Swervin - 2025: für das Album Dummy Boy - Frankreich - 2021: für die Single Fefe - 2024: für das Lied Mala - Italien - 2019: für das Lied Mala - Kanada - 2018: für die Single Gummo - 2018: für die Single Fefe - Mexiko - 2018: für die Single Bebe - Neuseeland - 2024: für die Single Gooba - 2024: für das Lied Billy - 2025: für die Single Gummo - Niederlande - 2018: für die Single Fefe - 2019: für die Single Bozoo - Polen - 2021: für das Lied Billy - Schweden - 2018: für die Single Fefe - Vereinigte Staaten - 2019: für das Lied Poles 1469 3× Goldene Schallplatte - Mexiko - 2018: für die Single Fefe 2× Platin-Schallplatte - Neuseeland - 2022: für die Single Swervin - 2023: für die Single Fefe - Spanien - 2019: für das Lied Mala 3× Platin-Schallplatte - Spanien - 2024: für die Single Bebe 8× Platin-Schallplatte - Kanada - 2023: für die Single Swervin |

Anmerkung: Auszeichnungen in Ländern aus den Charttabellen bzw. Chartboxen sind in ebendiesen zu finden.
| Land/RegionAuszeichnungen für Musikverkäufe (Land/Region, Auszeichnungen, Verkäufe, Quellen) | Silber     | Gold       | Platin       | Verkäufe   | Quellen              |
| -------------------------------------------------------------------------------------------- | ---------- | ---------- | ------------ | ---------- | -------------------- |
| Brasilien (PMB)                                                                              | —          | Gold1      | Platin1      | 60.000     | pro-musicabr.org.br  |
| Chile (IFPI)                                                                                 | —          | Gold1      | —            | 60.000     | Einzelnachweise      |
| Dänemark (IFPI)                                                                              | —          | 6× Gold6   | 2× Platin2   | 345.000    | ifpi.dk              |
| Frankreich (SNEP)                                                                            | —          | 5× Gold5   | 2× Platin2   | 800.000    | snepmusique.com      |
| Griechenland (IFPI)                                                                          | —          | Gold1      | —            | 10.000     | Einzelnachweise      |
| Italien (FIMI)                                                                               | —          | 4× Gold4   | Platin1      | 160.000    | fimi.it              |
| Kanada (MC)                                                                                  | —          | 5× Gold5   | 10× Platin10 | 1.040.000  | musiccanada.com      |
| Mexiko (AMPROFON)                                                                            | —          | 2× Gold2   | 2× Platin2   | 180.000    | amprofon.com.mx      |
| Neuseeland (RMNZ)                                                                            | —          | 3× Gold3   | 7× Platin7   | 240.000    | radioscope.co.nz NZ2 |
| Niederlande (NVPI)                                                                           | —          | 3× Gold3   | 2× Platin2   | 260.000    | nvpi.nl              |
| Norwegen (IFPI)                                                                              | —          | 3× Gold3   | —            | 70.000     | ifpi.no              |
| Polen (ZPAV)                                                                                 | —          | Gold1      | Platin1      | 75.000     | olis.pl              |
| Portugal (AFP)                                                                               | —          | Gold1      | —            | 5.000      | Einzelnachweise      |
| Schweden (IFPI)                                                                              | —          | 2× Gold2   | Platin1      | 135.000    | sverigetopplistan.se |
| Spanien (Promusicae)                                                                         | —          | Gold1      | 5× Platin5   | 290.000    | elportaldemusica.es  |
| Vereinigte Staaten (RIAA)                                                                    | —          | 8× Gold8   | 25× Platin25 | 28.060.000 | riaa.com             |
| Vereinigtes Königreich (BPI)                                                                 | 4× Silber4 | 3× Gold3   | Platin1      | 2.160.000  | bpi.co.uk            |
| Zentralamerika (CFC)                                                                         | —          | Gold1      | —            | 35.000     | Einzelnachweise      |
| Insgesamt                                                                                    | 4× Silber4 | 51× Gold51 | 60× Platin60 |            |                      |